# Addison (Teksas)
Addison – miasto w Stanach Zjednoczonych, w stanie Teksas, w hrabstwie Dallas.

## Demografia
Według przeprowadzonego przez United States Census Bureau spisu powszechnego w 2010 miasto liczyło 13 056 mieszkańców, co oznacza spadek o 7,8% w porównaniu do roku 2000. Natomiast skład etniczny w mieście wyglądał następująco: Biali 67,7%, Afroamerykanie 11,8%, Azjaci 7,4%, pozostali 13,1%.